# Policja Polityczna
Policja Polityczna – popularna nazwa komórki organizacyjnej Policji Państwowej, która zajmowała się walką ze szpiegostwem, propagandą komunistyczną oraz akcją antypaństwową (służba specjalna). W okresie dwudziestolecia międzywojennego ta część PP w zmieniających się strukturach przybierała różne nazwy: Defensywa Polityczna, Wydział IV-D, Służba Informacyjna, Policja Polityczna, Służba Śledcza.
W okresie PRL stworzono negatywną opinię Policji Politycznej, gdyż zwalczała nielegalną, antypaństwową działalność członków partii komunistycznych m.in. KPP, którzy w tzw. Polsce Ludowej pełnili władzę.

## Początki
Po utworzeniu w lipcu 1919 r. Policji Państwowej przystąpiono do organizacji policji politycznej, pozyskując doświadczenia wcześniejszych tego typu organizacji. Struktura osobowa Inspektoratu Defensywy Politycznej (IDP) składała się prawdopodobnie z kadry Wydziału Informacyjnego MSW. Inspektorat podlegał ogólnie KG PP w Warszawie, a w sprawach fachowych – szefowi Sekcji Bezpieczeństwa Publicznego i Prasy MSW. Do głównym zadań należała walka ze szpiegostwem i komunizmem oraz akcją antypaństwową (kontrwywiad). W okresie od października 1919 do sierpnia 1920 r. zadania IDP w terenie wykonywali funkcjonariusze policji śledczej w ramach urzędów i ekspozytur śledczych.

## Utworzenie Wydziału IV-D
W ramach struktury Policji Państwowej tworzono struktury policji politycznej. Nie ma pełnej zgodności, co do dokładnego określenia, kiedy taka struktura została powołana jako wyspecjalizowana jednostka policji. Andrzej Pepłoński wskazuje na początek 1920 r., kiedy wyodrębnił się podział Policji Państwowej na trzy podstawowe służby: Policję Kryminalną (Służbę Śledczą), Policję Ogólną i Policję Polityczną. Józef Ławnik uważa, że autonomiczną jednostkę policyjną pod kryptonimem „Wydział IV D” podlegającą bezpośrednio komendantowi głównemu utworzono w 1921 r. na podstawie instrukcji dodatkowej do przepisów o organizacji urzędów śledczych w Komendzie Głównej PP. Należy jednak przypomnieć, że już w 1918 r. na mocy dekretu Rady Regencyjnej z 3 stycznia 1918 r. powołano Departament Spraw Wewnętrznych, na którego czele stał minister spraw wewnętrznych. W strukturze departamentu znajdowała się Sekcja Administracyjna, w której z kolei utworzono referat informacyjno-polityczny kierowany przez ppor. dr Mieczysława Skrudlika. Zadaniem referatu było rozpracowywanie i zwalczanie ruchu rewolucyjnego. W październiku 1918 r. rozszerzono zakres zadań dla referatu i podniesiono jego rangę przekształcając w Biuro Wywiadowcze MSW. Jednostce tej podporządkowane były nowo zorganizowane komórki wywiadowcze w Warszawie, Łodzi, Lublinie i Zagłębiu Dąbrowskim. Na początku 1919 r. Biuro zatrudniało 35 osób. Do zadań Biura należało: dostarczanie ministrowi spraw wewnętrznych informacji o ruchach społecznych i politycznych w kraju, obserwacja ugrupowań politycznych zdradzających tendencje do prowadzenia działalności antypaństwowej i stanowiące zagrożenie dla bezpieczeństwa państwa (komuniści), przygotowywanie i szkolenie kadr policji politycznej. Okólnik KG PP z 16.10.1919 r. określa, że sprawy natury politycznej należeć będą do kompetencji inspektoratu Defensywy Politycznej, a wszystkie sprawy tego typu kierowane do Wydziału V i Ic należy kierować do KG PP Inspektorat DP. Komórki organizacyjne Wydz. V i Wydz. Ic  prawdopodobnie zajmowały się tą problematyką. Możliwe, że działały jednocześnie, ale brak bliższych danych nie pozwala ściśle sprecyzować ich kompetencji, poza tą, natury politycznej, sformułowaną w okólniku. Czesław Brzoza i Andrzej Sowa ujmują, że proces tworzenia policji politycznej trwał od 1919 do 1921 roku oraz że korpus policji składał się z trzech rodzajów służb: mundurowej, śledczej i politycznej. Kiedy Defensywie Politycznej PP nadano w 1920 r. kryptonim Wydział IV D KG PP posiadał on już wcześniej powołane agendy na szczeblach organizacyjnych policji. Centrala znajdowała się w Warszawie, w okręgach (16) działały ekspozytury, mniejsze jednostki podległe ekspozyturom, agentury (76), posterunki i stacje kontrolne. Strukturę wewnętrzną tworzyły trzy działy: rejestracyjny, gromadzenie materiałów dotyczących przestępstw natury politycznej; informacyjny, podzielony na - referat a – gromadzący wszelkie informację o działalności antypaństwowej dostarczane przez wszystkie ekspozytury w kraju, - referat b -  zbierał dane o cudzoziemcach przebywających na terenie Polski; organizacyjno – personalny, sprawy kadrowe i logistyka. Na czele Wydziału IV D stał Marian Swolkień.

## Centrala do Spraw Niemieckich
Szczególne miejsce w działalności policji politycznej zajmowały sprawy mniejszości narodowych. Wykorzystanie osób narodowości niemieckiej do działań szpiegowskich i sabotażowych na rzecz Niemiec spowodowało, że organy policyjnej defensywy kładły duży nacisk na wykrywanie tego rodzaju przestępstw. W związku z tym 23 września 1922 r. zgodnie z rozporządzeniem komendanta głównego PP w Warszawie utworzono w Toruniu Centralę do Spraw Niemieckich, której kierownikiem został komisarz Mieczysław Lissowski. Centrala obejmowała swym zasięgiem sześć województw (pomorskie, łódzkie, poznańskie, krakowskie, śląskie i warszawskie).

## Likwidacja Wydziału IV-D i utworzenie Służby Informacyjnej
W 1923 r. miała miejsce pierwsza gruntowna reorganizacja pionu politycznego cywilnej służby bezpieczeństwa. Minister spraw wewnętrznych i premier gen. dyw. Władysław Sikorski, w dniu 26 kwietnia 1923 r. wydał przepisy dotyczące organizacji nowej formacji policyjnej pod nazwą Służba Informacyjna. Na podstawie tych uregulowań Ekspozytury Wydziału IV-D przemianowano na Oddziały Informacyjne, które stały się częścią składową wydziałów bezpieczeństwa publicznego urzędów wojewódzkich. Natomiast dotychczasowe Agentury Wydziału IV-D przydzielone zostały do starostw powiatowych, jako agentury Wojewódzkiego Oddziału Informacyjnego. Tym samym organy policji politycznej zostały odsunięte od rzeczywistych działań wywiadowczych. Korpus Służby Informacyjnej składał się z funkcjonariuszy działającego wcześniej pionu IV-D.

## Utworzenie Policji Politycznej
W dniu 16 czerwca 1924 r. zlikwidowano Służbę Informacyjną, powołując na jej miejsce pion Policji Politycznej. Kadry oraz kompetencje Oddziału Informacyjnego MSW przejął w Warszawie Wydział V Komendy Głównej PP w Warszawie. W województwach zadania Wojewódzkich Oddziałów Informacyjnych przejęły Okręgowe Urzędy Policji Politycznej (OUPP) utworzone przy okręgowych komendach PP. Z kolei funkcjonariusze Agentur Informacyjnych delegowani zostali do tworzonych Ekspozytur Policji Politycznej, które działały na terenie powiatu.

## Służba Śledcza
Wprowadzone w 1925 r. nowe zasady dotyczące funkcjonowania Policji Politycznej nie rozwiązały problemów związanych z organizacją tego rodzaju służby. Wobec takiej sytuacji władze centralne postanowiły zlikwidować policyjną defensywę w tym kształcie. Pierwszym efektem tych posunięć był Okólnik MSW nr 32 z 17 marca 1926 r., na podstawie którego z dniem 1 kwietnia uległy likwidacji wszystkie EPP. W dniu 14 lipca 1926 r. ukazało się zarządzenie likwidujące Wydział V w KGPP w Warszawie. Zgodnie z rozporządzeniem MSW z 8 października 1926 r. zniesiona została odrębna organizacja Policji Politycznej.
Likwidacja OUPP zbiegła się z likwidacją Urzędów i Ekspozytur Policji śledczej, zapoczątkowaną rozporządzeniem ministra spraw wewnętrznych z 21 lipca 1926 r. Utworzone nowe urzędy śledcze na podstawie rozporządzenia MSW z 7 sierpnia 1926 r. wchłonęły organizacyjnie miejscowe ekspozytury OUPP wraz z ich agenturami. Przy komendach powiatowych PP, komendach PP w miastach, komisariatach oraz innych jednostkach wykonawczych PP miały być w miarę potrzeby tworzone urzędy śledcze.
Wspomniane przepisy stanowiły swego rodzaju formę przejściową wobec zasadniczych zmian, jakie zaszły w służbie śledczej w 1927 r. Po wprowadzeniu nowych uregulowań generalne założenia dotyczące służby śledczej pozostały niezmienione do 1939 r. Wyjątkiem było zniesienie przepisów z 1927 r. rozporządzeniem MSW z 7 kwietnia 1930 r. o Wydziałach i Urzędach Śledczych, jednak nie naruszono dotychczasowej tym struktury organizacyjnej. Rozporządzeniem MSW z 8 kwietnia 1927 r. zmieniono nazwę Wydziałowi IV KG PP w Warszawie na Centralę Służby Śledczej.